# Euglypta alaini
Euglypta alaini är en skalbaggsart som beskrevs av Arnaud 1992. Euglypta alaini ingår i släktet Euglypta och familjen Cetoniidae. Inga underarter finns listade i Catalogue of Life.